# Lachtan ušatý
Lachtan ušatý či lachtan Stellerův (Eumetopias jubatus) je velký mořský savec, největší zástupce čeledi lachtanovitých (Otariidae) a jediný zástupce rodu Eumetopias. Obývá břehy Tichého oceánu konkrétně od Britské Kolumbie přes Aljašku a ostrovy v Beringově moři, přes pobřeží asijského východu a Japonsko až po Sachalin. Z ploutvonožců ho dokáže co do velikosti dohnat jedině mrož lední (Odobenus rosmarus) nebo rypouši.
Jeho méně známý název lachtan Stellerův pochází od Georga Wilhelma Stellera, po kterém byl tento savec pojmenován na počest toho, že jako první v roce 1741 tento druh popsal.

## Popis
Dospělá zvířata jsou barevně světlejší, než ostatní lachtanovití. Jejich srst je převážně světle žlutá či rezavá, případně žlutohnědá nebo velice výjimečně rudá. Po namočení je srst znatelně tmavší, spíše až černá. Samice jsou světlejší, menší, zvláště co se týče hlavy. Mláďata jsou po narození většinou celá černá a váží pouze 23 kg. Na váze však rychle přibývají a již za několik dnů dosahují hmotnosti nad 189 kg. Samec tohoto obrovského zvířete může dosáhnout váhy 600 kg, ale výjimkou nejsou ani jedinci, kteří dosáhli 1016 kg nebo dokonce 1120 kg. Zatímco samec běžně dosahuje až přes 3 m, samice jsou podstatně menší; měří maximálně 2,5 m a váží kolem 100 kg. Dospělí jedinci mívají též delší srst na krku, připomínající malou hřívu a na lachtanovitého poměrně veliké ušní boltce, podle kterých získal i své pojmenování.

## Způsob života
Skupina lachtanů ušatých o sobě dává vědět svým hlučným štěkotem, který jde slyšet i na 200 metrů. Lachtan ušatý je výhradně masožravec. Loví nejčastěji ryby, ale i olihně a chobotnice. Jeho lov mu usnadňuje i jeho výborná schopnost v plavání, což dokazuje i fakt, že zkoumání obsahu žaludku potvrdilo, že se pro svou potravu umí potopit i do hloubky 180 m.

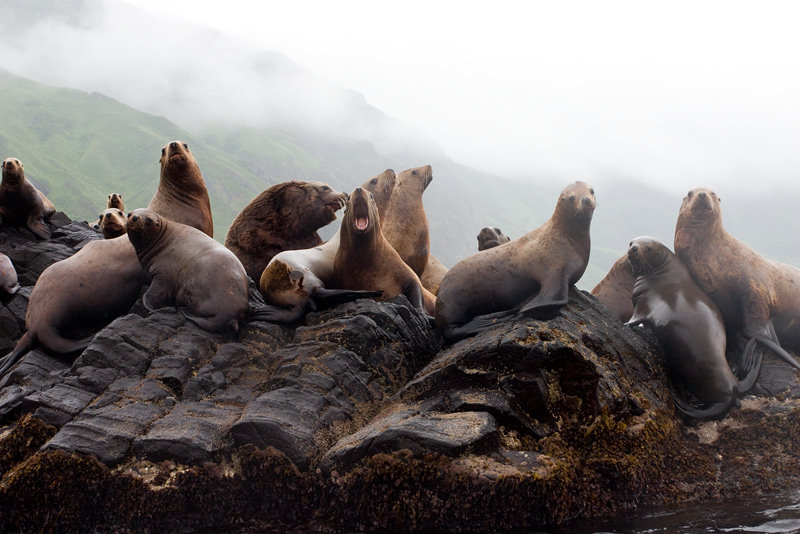
Skupina lachtanů ušatých na skaliskách.

Velké nebezpečí pro ně představují silné mořské bouře, při kterých jim nepomůže ani jejich výborná plavecká zdatnost a často se následkem vysílení i utopí. Proto se při mořských bouřkách stahují lachtani ušatí ke břehu, kde na skaliskách pomalu přečkávají nepříznivé období.
V období rozmnožování připlouvají na společná shromaždiště nejprve samci, kteří vedou o území bouřlivé boje, které však jen občas končí smrtí jednoho z nich. Každý z nich si snaží přivlastnit území, které je asi 20 až 30 m2. Po soubojích teprve připlouvají samice, které se ihned připojují k samcům, kteří si toto území již obsadili. Nejsilnější samci mívají až 80 samic, ale ti slabší jen 7 až 8, někteří jednu a asi jedna čtvrtina nezíská žádnou. Ti se poté připojují k mladým nedospělým samcům, kteří připluli spolu se samicemi. I přesto, že nejsilnější samec dá rázné znamení, že on je nejsilnější, často se najdou jedinci, kteří se mu snaží získané samice odcizit. Proto si je musí samci bedlivě hlídat, zuřivě odhánět slabší samce, což má za následek i to, že samice nepustí do moře ani za potravou.
Když se samice dostane na skaliska, nejprve porodí mláďata a poté se páří. Samci se k samicím chovají velice něžně, přesně naopak jako ke svým sokům, se kterými o ně bojoval, a někteří samci nosí samici dokonce v zubech. Po skončení období rozmnožování odchází ze skalisek nejdříve samice s mláďaty a na závěr teprve samci. V tomto období zkonzumují lachtani ušatí několikrát více potravy, než obvykle. Důvodem toho je stálé hlídání samic, při kterém se nemohl samec pořádně ani nažrat, ani napít. Navíc jsou samci ze stálých soubojů velice unaveni, což se projevuje i u jejich štěkotu, který je velice slabý a střídá ho silné chraptění. I samice jsou na tom stejně, jelikož je samci nepouštěli za potravou.

## Lov
Smutným faktem je, že jediným vážným nepřítelem lachtanů ušatých je právě člověk. Až do začátku druhé světové války se ročně ulovilo přes 12 000 až 20 000 lachtanů ušatých, po válce se lov velice mírně stabilizoval. Při lovu se lovci snaží lachtany odehnat od moře a silnější samce zabíjejí nejčastěji střelnými zbraněmi. Nutno však dodat, že v mnohých krajích poskytují lachtani ušatí lidem jedinou obživu.